# Volumes 1 & 2
Volumes 1 & 2 è il primo album della serie The Desert Sessions. È composto da sette tracce più tre bonus tracks.
Questo album differisce dai successivi volumi in quanto è stato registrato esclusivamente dalla band di Josh Homme, i The Acquitted Felons che hanno suonato per tre giorni consecutivi, sotto effetto di funghi allucinogeni.

## Tracce
1. Preaching - 0:44[1]
2. Girl Boy Tom - 4:25[1]
3. Monkey in the Middle - 2:47
4. Girl Boy Tom - 2:52
5. Cowards Way Out - 5:36
6. Robotic Lunch (versione alternativa) - 5:22
7. Johnny the Boy - 4:32
8. Screamin' Eagle - 3:36
9. Cake (Who Shit on the ?) - 9:03
10. Man's Ruin Preach - 0:50[1]

Le due tracce Girl Boy Tom sono, in verità, una sola canzone. Monkey in the Middle è posta tra le due tracce Girl Boy Tom. Inizia con un fade out della canzone precedente e termina con un fade in della canzone successiva. Da questo deriva il titolo della canzone Monkey in the Middle, ossia "Scimmia nel mezzo".

## Formazione
- Josh Homme - voce, chitarra, tastiere, basso
- John McBain - chitarra, tastiere
- Fred Drake - chitarra, batteria, tastiere
- Dave Catching - chitarra, basso, sintetizzatore, percussioni
- Ben Shepherd - batteria
- Brant Bjork - batteria, basso, percussioni
- Alfredo Hernández - batteria
- Pete Stahl - voce